# Sejm zwyczajny 1760
Sejm 1760 – sejm  zwyczajny Rzeczypospolitej Obojga Narodów, został zwołany 12 czerwca 1760 roku do Warszawy. 
Sejmiki przedsejmowe w województwach odbyły się 25 sierpnia 1760 roku. Sejmik główny pruski 5 września 1760 roku został zerwany. 
Marszałkiem sejmu starej laski obrano Adama Małachowskiego. Obrady sejmu trwały od 6 do 13 października 1760 roku.
Dwór obawiał się krytyki opozycji i skarg na sojusznicze wojsko rosyjskie przebywające na terytorium Rzeczypospolitej w czasie wojny siedmioletniej. 8 października 1760 roku sejm zerwał poseł  podolski Franciszek Leżeński przekupiony przez dwór Augusta III Sasa za pośrednictwem Potockich, na żądanie posła rosyjskiego Fiodora Wojejkowa, zgodnie z uboczną zachętą Prus.